# Rio Jaburu
O rio Jaburu é um rio brasileiro que banha o litoral do estado da Paraíba. Nasce na várzea do rio Paraíba, próximo à localidade denominada Sítio Santo Antônio, no município de Santa Rita. Com pouco caudal e aproximadamente cinco quilômitros de extensão, é essencialmente um extenso braço de manguezal com algumas pequenas nascentes.
É o último afluente da margem direita do rio Cabocó. Há séculos suas margens sofrem com o desmatamento progressivo em virtude da cultura canavieira.

## História

### Etimologia

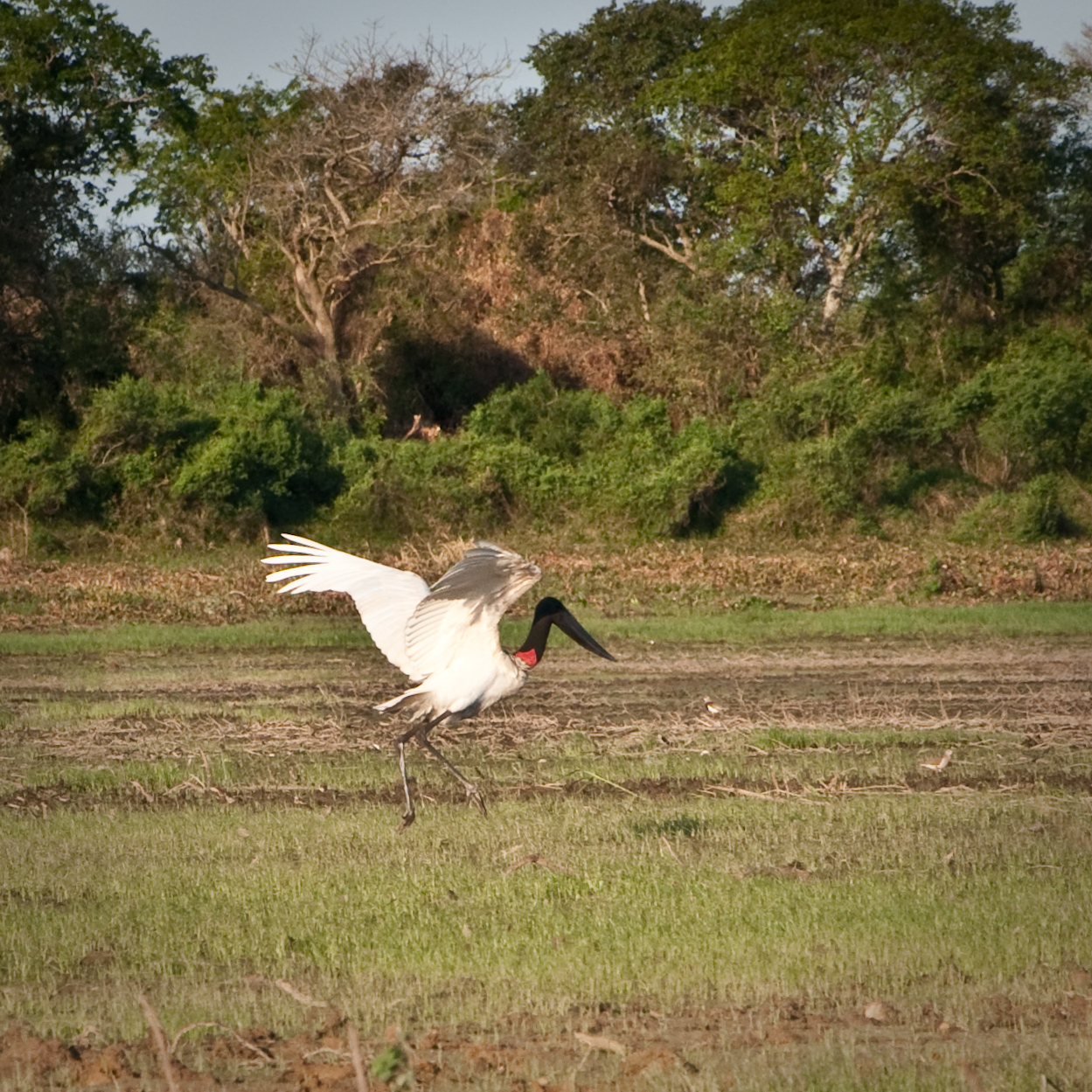
Jaburu, maior ave que voa da América do Sul e Central, provavelmente deu nome ao rio

O termo «jaburu», que provém do tupi iambyrú e significa «[que tem] pescoço inchado», é usado para designar a ave Jabiru mycteria, popularmente conhecida como jaburu. A palavra foi provavelmente empregada ao rio em virtude da migração, em épocas remotas, de bandos dessas aves, que apreciavam essa região de várzea, muito úmida, piscosa e pantanosa.

### Povoamento da região
Na época do Brasil Colônia, ainda no começo da colonização da Paraíba, existia uma propriedade produtora de açúcar na Várzea Paraibana denominada «engenho Jaburu». Devido a esse fato, em mapas neerlandeses da época do Brasil Holandês, no século XVII, o rio foi descrito como «Jebiru».
Pode-se ler no documento de 12 de novembro de 1840, no qual estabelecia a alteração dos limites territoriais do município de Santa Rita, a seguinte menção ao Jaburu:
A freguesia [de Santa Rita] será limitada ao norte da desembocadura do rio Jaburu, seguirá a encontrar com o rio Inhobim e pela nascente deste (...)